# Smoky Lake
Smoky Lake è un comune (town) del Canada, situato in Alberta, nella divisione No. 12.